# Елизабет фон Саксония-Витенберг
Елизабет фон Саксония-Витенберг (на немски: Elisabeth von Sachsen-Wittenberg; † сл. 30 май 1353) е принцеса от род Аскани от Саксония-Витенберг и чрез женитба княгиня на Анхалт-Цербст.
Тя е дъщеря на херцог и курфюрст Рудолф I от Саксония-Витенберг (1284–1356) и първата му съпруга маркграфиня Юта (Бригита) от Бранденбург († 9 май 1328), дъщеря на маркграф Ото V фон Бранденбург. По баща е внучка на курфюрст Албрехт II от Саксония-Витенберг и на Агнес фон Хабсбург, дъщеря на римско-немския крал Рудолф I и сестра на крал Албрехт I.
Елизабет се омъжва пр. 22 юни 1344 г. за княз Валдемар I фон Анхалт-Цербст († сл. 7 януари 1367). Неговият прадядо княз Хайнрих I фон Анхалт е по-голям брат на нейния прадядо херцог Албрехт I от Саксония  Те имат децата:
- Валдемар II († пр. 24 август 1371), княз на Анхалт-Цербст, неженен
- Беата († ок. 1379), монахиня в Косвиг (1375)
- София († сл. 6 януари 1412), монахиня в Косвиг (1375)
- Агнес († сл. 1375), монахиня в Косвиг (1375)
- Юдит († сл. 1375), монахиня в Косвиг (1375)
- (?) Гертруда († ок. 1371)

През 1365 г. Валдемар се жени втори път за Беатриче д’Есте (* 18 септември 1332, † 1387), дъщеря на Обицо III д’Есте († 1352), господар на Ферара и Модена.